# Valer Dorneanu
Valer Dorneanu (* 21. November 1944 in Corbu, Kreis Harghita) ist ein rumänischer Jurist und Politiker der Partidul Democrației Sociale din România (PDSR) und zuletzt der Partidul Social Democrat (PSD), der unter anderem von 1992 bis 1995 Beigeordneter Minister für die Beziehungen zum Parlament sowie zwischen 2000 und 2004 Präsident der Abgeordnetenkammer war. Er war zudem zwischen 2013 und 2022 Richter am Verfassungsgerichtshof von Rumänien sowie von 2016 bis 2022 Präsident dieses Gerichts.

## Leben
Valer Dorneanu begann nach dem Schulbesuch ein Studium der Rechtswissenschaften an der Universität Bukarest, welches er 1967 beendete. Nach seinem Abschluss war er von 1967 bis 1974 Staatsanwalt bei der Staatsanwaltschaft für die Sektoren 5 und 6 in Bukarest sowie daraufhin zwischen 1974 und 1980 als Experte für Arbeitsrecht für den Allgemeinen Gewerkschaftsbund Rumäniens UGSR (Uniunea Generală a Sindicatelor din România) tätig. 1980 kehrte er in seine Position als Staatsanwalt zurück und arbeitete diesmal bis 1985 bei der Direktion für außerordentliche Zivilberufungen der Generalstaatsanwaltschaft. Er war Mitglied der Rumänischen Kommunistischen Partei PCR (Partidul Comunist Român) und fungierte nach der Revolution und dem Sturz des Kommunistischen Regimes 1989 zwischen 1990 und 1992 als Berater für Gesetzgebungsfragen von Staatspräsident Ion Iliescu.
Am 19. November 1992 wurde er von Ministerpräsident Nicolae Văcăroiu in dessen Kabinett berufen und bekleidete bis zu seiner Ablösung durch Petre Ninosu am 20. Oktober 1995 das Amt als Beigeordneter Minister für die Beziehungen zum Parlament (Ministru-delegat pentru relația cu Parlamentul). Im Anschluss fungierte er zwischen 1995 und 2000 als Präsident des Consiliul Legislativ, ein Beratungsgremium des Parlaments, dessen Aufgabe darin besteht, Entwürfe normativer Rechtsakte zu genehmigen, um alle Rechtsvorschriften zu systematisieren, zu vereinheitlichen und zu koordinieren und offizielle Aufzeichnungen der Gesetzgebung zu führen.
Bei der Parlamentswahl am 26. November 2000 wurde Valer Dorneanu für die Partei der Sozialdemokratie Rumäniens PDSR (Partidul Democrației Sociale din România)  erstmals zum Mitglied der Abgeordnetenkammer (Camera Deputaților) gewählt und vertrat in dieser nach seiner Wiederwahl am 28. November 2004 bis zur Parlamentswahl am 30. November 2008 den Wahlkreis „Iași“, wobei er am 30. Januar 2001 der aus der PSDR hervorgegangenen Sozialdemokratischen Partei PSD (Partidul Social Democrat) als Mitglied beigetreten war. Er war zeitweise Vorsitzender des Gemeinsamen Sonderausschusses des Parlaments zur Ausarbeitung des Gesetzesvorschlags zur Verfassungsänderung. Als Nachfolger von Ion Diaconescu wurde er am 15. Dezember 2000 Präsident der Abgeordnetenkammer und bekleidete dieses Amt bis zum 20. Dezember 2004, woraufhin Adrian Năstase neuer Präsident der Abgeordnetenkammer wurde. In seiner zweiten Legislaturperiode war er bis April 2006 Vorsitzender des Ausschusses zur Untersuchung von Missbrauch, Korruption und Petitionen sowie von Februar 2006 bis Dezember 2008 Vizepräsident der Abgeordnetenkammer. Für seine langjährigen Verdienste wurde er 2002 zum Ritter des Ordens Stern von Rumänien ernannt.
Neben seiner politischen Tätigkeit lehrte er von 2003 bis 2008 als Universitätsprofessor an der Fakultät für Politikwissenschaft der Universität Bukarest und übernahm 2008 eine Professur an der Universität „Nicolae Titulescu“. Zwischen 2010 und 2012 war Dorneanu stellvertretender Volksanwalt. Im Juli 2012 wurde er, nachdem das Parlament Gheorghe Iancu während der Staatskrise aus dem Amt des Volksanwalts entlassen hatte, kommissarischer Volksanwalt (Avocatul Poporului) und behielt dieses Amt des Ombudsmanns bis zu seiner Ablösung durch Anastasiu Crișu im Juni 2013.
Am 8. Juni 2013 wurde Dorneanu als Nachfolger von Aspazia Cojocaru zum Richter am Verfassungsgerichtshof von Rumänien (Curtea Constituțională a României) berufen und bekleidete dieses Richteramt für eine neunjährige Wahlzeit bis zum 11. Juni 2022, woraufhin Bogdan Licu zum neuen Richter am Verfassungsgerichtshof berufen wurde. 2016 übernahm er zudem von Augustin Zegrean das Amt des Präsidenten des Verfassungsgerichtshofes und hatte dieses bis zu seiner Ablösung durch Marian Enache 2022 inne.